# 스라난 통고
스라난통오(Sranan Tongo)는 수리남에서 쓰이는 크리올이다. 다른 이름으로는 타키타키(Taki taki).

## 기원과 형성
스라난 통고의 어휘는 영어, 네덜란드어, 포르투갈어, 중부와 서부 아프리카어에서 비롯되었으며, 그 가운데 영어 어휘의 기여도가 가장 높다. 수리남으로 끌려온 아프리카 노예들은 서로 다른 언어를 사용하였기에 공통어 부재의 상황에서 크리올이 형성되기 시작했다. 스라난 통고는 노예와 노예주 사이에 필요한 의사소통의 도구가 되었고, 네덜란드 식민 지배 정책에 따라 노예들이 네덜란드어를 배우는 것은 금지되었다. 여기에 인도, 중국 등 타 지역의 노동력 유입이 이어지면서 이들 역시 스라난 통고를 공통어로 쓰게 되었다.
네덜란드식 교육체계에 바탕을 둔 수리남 교육체제에서 스라난 통고의 사용은 권장되지 않았으나, 시간이 지나면서 점점 쓰임새를 넓혀왔으며, 1980년대에 들어서 정치인이 국정연설에 스라난 통고를 쓰기도 하였다. 스라난 통고는 수리남에서 널리 쓰이며, 네덜란드 안에 있는 수리남 출신 이민자들 사이에도 쓰인다. 이 경우 수리남 이민자들이 쓰는 말은 양층언어 현상을 보여 네덜란드어와 섞어 쓴다.
글말로서 스라난 통고의 역사는 19세기부터 시작되었으나, 정부가 공식 정서법을 확정한 것은 1986년의 일이다. 헨리 프란스 더 지엘을 비롯하여 몇몇 작가가 스라난 통고로 작품을 쓰고 있다. 헨리 프란스는 수리남 작가로서 수리남 국가(國歌)의 2절을 스라난 통고로 지었다.

## 참고할 문헌
- Iwan Desiré Menke: Een grammatica van het Surinaams (Sranantongo), Munstergeleen : Menke, 1986, 1992 (Dutch book on grammar of Sranan Tongo)
- Jan Voorhoeve and Ursy M. Lichtveld: Creole Drum. An Anthology of Creole Literature in Suriname. New Haven: Yale University Press, 1975.
- C.F.A. Bruijning and J. Voorhoeve (editors): Encyclopedie van Suriname. Amsterdam and Brussel: Uitgeverij Elsevier, 1977, pp. 573–574.
- Eithne B. Carlin and Jacques Arends (editors): Atlas of the Languages of Suriname. Leiden: KITLV Press, 2002.
- Michaël Ietswaart and Vinije Haabo: Sranantongo. Surinaams voor reizigers en thuisblijvers. Amsterdam: Mets & Schilt (several editions since 1999)
- J.C.M. Blanker and J. Dubbeldam: "Prisma Woordenboek Sranantongo". Utrecht: Uitgeverij Het Spectrum B.V., 2005, ISBN 90-274-1478-5, www.prismawoordenboeken.nl - A *Sranantongo to Dutch and Dutch to Sranantongo dictionary.
- Henri J.M. Stephen: Sranan odo : adyersitori - spreekwoorden en gezegden uit Suriname. Amsterdam, Stephen, 2003 , ISBN 90-800960-7-5 (collection of proverbs and expressions)
- Michiel van Kempen and Gerard Sonnemans: Een geschiedenis van de Surinaamse literatuur. Breda : De Geus, 2003, ISBN 90-445-0277-8 (Dutch history of Surinam literature)